# Битка код Улма
Битка код Улма од 16 до 19. октобра 1805. била је серија окршаја, на крају Улмске кампање, која је омогућила Наполеону и да уз минималне губитке ухвати у замку читаву аустријску војску под командом Карла Фрајхера Мака фон Лајбериха и да је присили предати код Улма код Баварске. 

## Наполеон долази да помогне Баварској
Велика Британија, Аустријско царство, Шведска и Русија створили су 1805. трећу коалицију против Наполеона. Када је Баварска прешла на страну Наполеона, Аустријанци су одлучили да изврше превентивну инвазију Баварске. Аустријанци су са 72.000 војника под командом аустријског генерала Карла Мака фон Лајбериха напали Баварску. Баварска војска је била Наполеонов савезник и била је присиљена да се повлачи и из Минхена. Французи су као Баварски савезници дошли да помогну. Аустријски савезник Русија је каснио због неспоразума око датума. Једни су користили грегоријански, а други јулијански календар. Руска војска под командом Кутузовом кретала се из Пољске да помогне Аустријанцима против Француза.

## Наполеонов стратешки маневар
Наполеон је имао 177.000 војника у Булоњу, спремних за инвазију Енглеске. Пошто нису дочекали остатак француске флоте потребан за прелаз Ламанша, они су 27. августа кренули према Немачкој и до 24. септембра су већ били у позицији да се супротставе аустријској армији око Улма. Карл Мак фон Лајберих је 7. октобра уочио да Наполеон планира да заобиђе његово десно крило, да би одсекао аустријску војску од Руса, који су се кретали према Бечу. Генерал Мак је због тога променио позиције, али Французи су наставили са маневром и кренули још даље и прешли Дунав код Нојбурга. Нашли су се аустријској војсци иза леђа.

## Битка код Елхингена
Опет су се Аустријанци нашли у опасности окружења. Генерал Мак се настојао извући из неповољне позиције, у коју је дошао због заокретних Наполеонових маневара. Генерал Мак је зато покушао прећи Дунав код Гинцбурга, али сукобио се са француским 6. корпусом 14. октобра у бици код Елхингена. Аустријанци су изгубили 2.000 војника и вратили су се у Улм.

## Битка код Улма
До 16. октобра Наполеон је заокружио целу Макову армију у Улму, па се генерал Мак предао три дана касније са 30.000 војника, 18 генерала и 65 топова. Око 20.000 је побегло. Око 10.000 је убијено или рањено. У бици је убијено или рањено око 6.000 француских војника. Приликом предаје генерал Мак је предао мач Наполеону и представио се као „несретни генерал Мак“. Наполеон му је одговорио „предајем натраг несретном генералу мач и слободу, заједно са поздравима за твога цара“. Аустријски цар није био задовољан Маковим учинком, па је генерал Мак пред војним судом добио две године затвора. 